# Bivacco Ettore Canzio
Il bivacco Ettore Canzio è un bivacco situato in val Ferret. Si trova a 3.810 m s.l.m. nel massiccio del Monte Bianco presso il colle delle Grandes Jorasses nel comune di Courmayeur.

## Caratteristiche ed informazioni
Il bivacco non è dotato di acqua corrente ed elettricità. Lo spazio all'interno consente il ricovero di otto persone su tavolato dove sono disposti materassi e coperte.

## Accessi
Si raggiunge in circa 6 ore partendo dal rifugio Torino. In alternativa è anche raggiungibile dal rifugio Boccalatte.

## Ascensioni
- Traversata dal rifugio Torino alle Grandes Jorasses